# 名探偵・明智小五郎
『名探偵・明智小五郎』（めいたんてい あけちこごろう）は、テレビ朝日系で、2019年3月30日と3月31日の2夜連続で放送されたテレビドラマである。第1夜は「SHADOW〜警察データベース流出!! 犯罪者連続殺人」、第2夜は「VAMPIRE〜巨大病院サイバージャック!!」が放送された。主演は西島秀俊。

## 概要
江戸川乱歩の推理小説である「怪人二十面相」を現代版にアレンジ。怪人二十面相を世界的ハッカー集団に置き換え、現代社会の象徴とも受け取れるネット犯罪の代表格であるサイバー攻撃を仕掛ける世界的ハッカー集団に明智小五郎が挑む構図になっている。

## あらすじ

### 第1夜 「SHADOW〜警察データベース流出!! 犯罪者連続殺人」
国際的ハッカー集団である「ファントム20」が、ひかり銀行へのサイバー攻撃を開始した。警視庁刑事部長である浪越健次朗が先頭に立って、捜査本部が対応に当たるのだが、「ファントム20」の高度な技術に全く歯が立たずに頭を抱える始末。そんな時、浪越はある人物の話を耳にする。浪越は警視庁「サイバー捜査支援室」主任の小林芳雄にその人物をアドバイザーとして招聘するように指示する。それが、優れたハッキング技術を誇る「チームBD」を率いる明智小五郎。浪越は、警視庁に姿を見せた明智にある事件の容疑者の特定を依頼する。明智は端末に仕掛けられた暗号をすぐさま読み解き、犯人とのコンタクトに成功するが、何と犯人の本当の狙いは全く別の方向にあった。新たな暗号を提示してきた犯人に対し、明智は正々堂々と真正面から対峙していく。

### 第2夜 「VAMPIRE〜巨大病院サイバージャック!!」
ある誘拐事件を解決した後、明智小五郎は階段から転落してしまい、入院することになった。明智が入院した病院は優れたITを誇り、厚生労働大臣が心臓手術を受けることでにわかに注目を集めている。しかし、そんな中で何者かが万全のセキュリティ対策を突破し、厚生労働省の公式サイトをすべて料理のレシピにすり替えられるという事件が発生。巧妙な手口で犯行を行う犯人を特定できない捜査本部は手も足も出ない。警視庁刑事部長の浪越健次朗から指示を受けた「サイバー捜査支援室」の小林芳雄は、入院中の明智のところへと向かう。それとほぼ同時に厚生労働大臣の心臓手術が正に行われようとしていたのだが、直後にネットワークが乗っ取られ、手術室のコンピュータがすべて停止するという異常事態が発生する。すると不穏な院内放送が流れ出す。異常事態を察した明智と小林はすぐに完全停止したコンピュータの復旧に乗り出す。

## キャスト
明智小五郎（あけち こごろう）
演 - 西島秀俊
サイバーセキュリティ企業「AKロジスティクス」の元CEOで、現在は相談役。高度なハッキング技術に長けた「チームBD」を率い、自らも高度なハッキング技術を保持しており、サイバー系に対して豊富な知識を誇る。性格は負けず嫌いで頑固。何より自分が褒められるのが好きなのに、何故か他人を褒めるのを良しとしない。
使用車両は日野・コンテッサ1300
小林芳雄（こばやし よしお）
演 - 伊藤淳史
警視庁刑事部「サイバー捜査支援室」主任。高度なハッキング技術とサイバー系に関する豊富な知識を誇る明智をアドバイザーとして招聘し、ともに捜査に乗り出す。自由奔放な明智に振り回されることも多く、始めは明智に対して懐疑的ではあったが、明智の優れた能力に少しずつ理解を示していく。
明智文代（あけち ふみよ）
演 - 石田ゆり子
明智の妻であり、「AKロジスティクス」の現CEO。自由奔放な行動が目立つ夫を四六時中監視している。優れた経営能力を発揮し、会社の発展に尽力している。時折、夫に冷たい言葉を発することもあるのだが、それが夫婦関係と関係があるかどうかは定かではない。
小林真由美（こばやし まゆみ）
演 - 岸井ゆきの
小林の妻。夫、実母とともに暮らしている。現在、小林との間に第一子を妊娠中なのだが、実は小林にもひた隠しにしている秘密があるらしい。
浪越健次朗（なみこし けんじろう）
演 - 香川照之
警視庁刑事部長。「サイバー捜査支援室」の小林に明智を招聘するように指示した張本人。次期警視総監および警察庁長官の呼び声が高いのだが、自分の力で何かを解決しようという意識があまり強くない。
黒電話
演 - 生瀬勝久（第1夜・第2夜）
羽柴壮二
演 - 池田鉄洋（第1夜・第2夜）
明智率いるハッキングチーム「チームBD」のメンバー。
サングラスをよくかけているダンディなおじさん。葉巻を吸おうと火をつけるも、柴崎に火を消され一向に吸えない。よく柴崎がこぼしたお菓子を掃除機で掃除している。
桂正一
演 - 大倉孝二（第1夜・第2夜）
明智率いるハッキングチーム「チームBD」のメンバー。
｢まゆぽよ｣と呼ばれる活動休止中の地下アイドル(桂曰く地下アイドルではない)を追っかけている。よく柴崎の吹き矢でまゆぽよが描かれている風船を割られている。デスク周りはまゆぽよのグッズで溢れている。
柴崎始花
演 - 上田遥（第1夜・第2夜）
明智率いるハッキングチーム「チームBD」のメンバー。
自称、忍びの末裔。忍びが使っていたとされる吹き矢などを使用している。柿ピーをこぼし、羽柴に怒られる。デスク周りは和風で、ホヤぼーやの動く人形が置かれている。
多羅尾番外
演 - でんでん（第1夜・第2夜）
宇田川道玄
演 - 中尾彬（第1夜）
「ひかり銀行」頭取。
河本圭子
演 - 倍賞美津子（第2夜）
厚生労働大臣。
澤井正和
演 - 高嶋政伸（第2夜）
河本圭子のSP。
澤井早苗
演 - 向里憂香（第2夜）
澤井正和の娘。

### その他
丸岡さくら ‐ ふせえり
田村毅 ‐ 尾美としのり
恒川亨 ‐ 長谷川朝晴
今野豊 ‐ 庄野崎謙
寺崎真照 ‐ 朝倉伸二
寺崎景子 ‐ 小林美江
畑柳房夫 ‐ 坪倉由幸
畑柳倭文子 ‐ 内田慈
野上愛子 ‐ 真飛聖
熱帯魚屋店長 - 野間口徹
衣笠亮太 ‐ 忍成修吾
野宮涼子 ‐ 谷村美月
山下由紀恵 ‐ 奥貫薫
近藤正義（VAMPIRE） ‐ 水上剣星
佐藤一希 ‐ 山本浩司
黒木雅哉 ‐ 日向丈
（第1夜） ‐ 田畑祐一、野田美桜、杉田雷麟、石川シン、櫻井麻七、中野剛、金井良信、栄島智
津村光輝 ‐ 津村知与支
津村沙樹 ‐ 李千鶴
観月明 ‐ 久場雄太
院長 ‐ 堀内正美
朝日博文 ‐ 久保酎吉
（第2夜） ‐ 田畑祐一、安藤広郎、鳳恵弥、谷充義、結城さなえ、石田尚巳、安亜希子、メイ・イズモト、みずと良、中村浩二、ルーベン・ラングダン、新根室プロレス、柴崎楓雅

## スタッフ
- 原作 - 江戸川乱歩 『怪人二十面相』
- 原作協力 - 平井憲太郎
- 脚本 - 酒井雅秋
- 演出 - 木村ひさし
- 音楽 - 末廣健一郎
- サイバー監修 - サイバーディフェンス研究所
- 警察監修 - 古谷謙一
- アクション - 下村勇二（ユーデンフレームワークス）
- カースタント - スーパードライバーズ
- VFX - N-DESIGN
- 技術協力 - 東通、タムコ
- 照明協力 - APEX
- 美術協力 - アックス、東京美工
- 音響効果 - スポット
- 小道具 - 京阪商会
- 衣装 - 東宝コスチューム
- 第1夜ロケ協力 - 足立成和信用金庫、足利市映像のまち推進課　ほか
- 第2夜ロケ協力 - いすみ市、いすみロケーションサポート、いすみ医療センター、神奈川県立がんセンター、藤田医科大学病院　ほか
- チーフプロデューサー - 大川武宏（テレビ朝日）
- プロデューサー - 長谷川晴彦（ROBOT）、安田邦弘（ROBOT）
- 制作協力 - ROBOT
- 制作著作 - テレビ朝日